# Ampere
《Ampere》（日語：アン／ペア）是日本二人組合近畿小子的第43張單曲，於2021年7月21日由傑尼斯娛樂唱片公司發行。

## 概要
本單曲距離上一張單曲《KANZAI BOYA》後約一年，再度請到共同製作人堂島孝平擔任作詞作曲。此次歌曲以電子音構成，兩人雖是雙人組合，歌名《Ampere》（音似「unpair」）卻有無法成對之意。其中MV首次嘗試以堂本光一、堂本剛各自擅長的舞風拍攝，並於初回版A收錄光一ver.及剛ver.，前者的舞蹈由YOSHIE編排，後者的舞蹈由SAYA編排。值得一提的是，本單曲的發行日與近畿小子1997年的出道單曲《玻璃少年》及出道專輯《A album》之發行日同為7月21日，即為組合出道日。
收錄歌曲方面，本作同時推出初回版A（CD+Blu-ray/DVD）、初回版B（CD+Blu-ray/DVD）和通常盤（CD ONLY），三種版本的封面各不相同。
另外，本單曲刷新組合所保持的金氏世界紀錄，成為自出道以來新入Oricon銷量榜即奪取週榜第一名的連續第43張單曲，首週銷售共17.3萬張。

## 音樂錄影帶
2021年6月21日，官方YouTube頻道公開了《Ampere》的短版音樂錄影帶（PV）。這是KinKi Kids首次於單曲發行前在YouTube上傳歌曲PV。截至同年8月23日，影片觀看次數已達到101萬次。

## 收錄內容

### 初回版A

#### CD
1. Ampere（アン／ペア）
（作詞・作曲：堂島孝平 / 編曲：須藤優）
2. Ampere（Summer Sounds Remix）
（作詞・作曲：堂島孝平 / 編曲：U-Key zone）
3. Ampere – Backing Track –

#### Blu-ray／DVD
1. Ampere Music Clip
2. Ampere Music Clip 光一ver.
3. Ampere Music Clip 剛ver.

### 初回版B

#### CD
1. Ampere
2. SQUALL
（作詞・作曲：堂島孝平 / 編曲：Ikuta Machine）

#### Blu-ray／DVD
1. 插頭與插座

### 通常版（CD ONLY）
1. Ampere
2. Dandelion
（作詞：小出祐介 / 作曲：Kevin Charge・Ricky Hanley / 編曲：Kevin Charge）
3. 群青時日（群青の日々）
（作詞：堂島孝平 / 作曲：Shusui・Samuel Waermo / 編曲：堂島孝平）

## 外部連結
- アン／ペア - Johnny's Entertainment Record （页面存档备份，存于）
- アン／ペア - Johnny's net （页面存档备份，存于）
- YouTube上的KinKi Kids - アン／ペア [Official Music Video(short ver.)]